# Font de Castellitx de la Pau
La font de Castellitx de la Pau és una font que es troba a la possessió de Castellitx de la Pau, al terme municipal d'Algaida, a Mallorca. És una font de mina o qanat amb una longitud d'uns 90 m i amb 4 pous d'aireig.
Al llarg del recorregut de la galeria manté una amplada de devers 60 cm, però presenta alçades molt diverses entre 40 cm i 150 cm. Té part amb coberta de volta, a doble vessant i allindanada. Té zones picades directament a la roca, altres paredades en sec i una zona afegida davant el portal que és acabada amb carreus de marès. El pou mare es troba adossat a una paret seca, no té coll, és rectangular i de petites dimensions. Antigament amb la seva aigua es movia un molí hidràulic.